# Коле дел'Орзо (Кампобасо)
Коле дел'Орзо је насеље у Италији у округу Кампобасо, региону Молизе.
Према процени из 2011. у насељу је живело 97 становника. Насеље се налази на надморској висини од 657 м.